# Parnitha
Die (auch: der) Parnitha (Genitiv altgriechisch Πάρνηθος, neugriechisch Πάρνηθα (f. sg.)) ist ein Kalkschiefergebirge im Norden der griechischen Halbinsel Attika, etwa 30 km nordwestlich von Athen. Sie gehört zur Bergkette, die Attika von Böotien trennt; westlich schließt sich der Kithairon an. Unter dem griechischen Namen Oros Parnithas ist das Gebirge als Natura-2000-Schutzgebiet ausgewiesen.

## Benennung
In der deutschen Literatur wird sie oft nach dem altgriechischen Namen Parnes oder Parnis (altgriechisch Πάρνης) bezeichnet. Dieser Name wird auf einen vorgriechischen Ursprung zurückgeführt und ist nicht zu verwechseln mit dem griechischen Berg Parnass, mit dem sie jedoch wahrscheinlich die gleiche Wortwurzel teilt. Das Gebirge wird von den Anwohnern auch Ozia (neugriechisch Οζιά) genannt.

## Beschreibung
Die dünn besiedelte Parnitha erstreckt sich über etwa 40 km in Ost-West-Richtung und maximal 20 km in Nord-Süd-Richtung und bedeckt eine Gesamtfläche von etwa 300 km². Es gibt insgesamt 16 Gipfel mit über 1000 m und 43 über 700 m Höhe. Der höchste Gipfel Karabola (Καραμπόλα) oder Karavola (Καραβόλα) hat eine Höhe von 1413 m. Die weiteren Gipfel über 1000 m sind der Ornio (Όρνιο; 1350 m), der Kaki Rachi (Κακή Ράχη; 1260 m), der Avgo (Αβγό; 1201 m), der Platovouni (Πλατοβούνι; 1163 m), der Kyra (Κυρά; 1201 m), der Lagos (Λαγός; 1160 m), der Flabouri (Φλαμπούρι; 1158 m), der Aeras (Αέρας; 1126 m), der Xerovouni (Ξεροβούνι; 1121 m), der Choros (Χόρος; 1096 m), der Mavrovouni (Μαυροβούνι; 1091 m), der Koumarorachi (Κουμαρόραχη; 1082 m), der Flambouraki (Φλαμπουράκι; 1074 m), der Kapsala (Καψάλα; 1044 m) und der Dendra (Δένδρα; 1009 m).
Der bedeutendste Gebirgsbach ist der Gouras (Γκούρας) oder Yiannoulas (Γιαννούλας). Er entspringt etwa 3 km westlich des Karabola in 900 m und durchströmt das Gebirge von Nord nach Süd auf einer Länge von 10 km und mündet nach etwa 20 km bei Aspropyrgos in den Golf von Elefsina. Unterhalb des Klosters Kliston durchquert der Bach die bei Raftern beliebte Keladona-Schlucht (Κελάδωνα). Ein großer Teil der nördlichen Gebirgsbäche fließt zum Asopos hin ab. Die dichte Bewaldung des Gebirges wurde bei einem Waldbrand Ende Juni 2007 zu großen Teilen vernichtet.
In der Antike wurden in der Parnes mehrere Befestigungsanlagen errichtet, darunter die Festungen Phyle, Dekeleia und Panakton. Außerdem gab es dort laut Pausanias einen Zeus-Kult.